# شفلرا آکتینوفیلا
شفلرا آکتینوفیلا (نام علمی: Schefflera actinophylla) نام یک گونه از تیره عشقه‌ایان است.

## نگارخانه

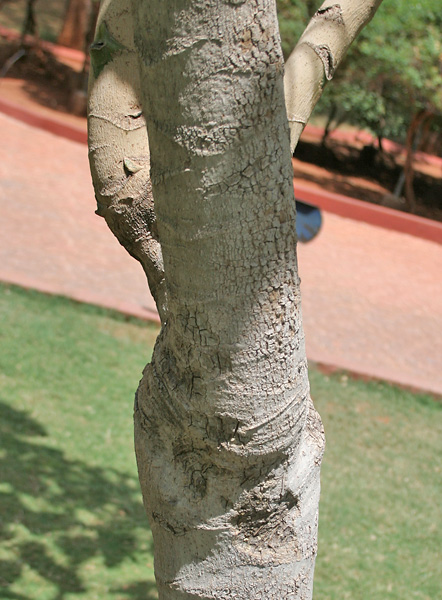
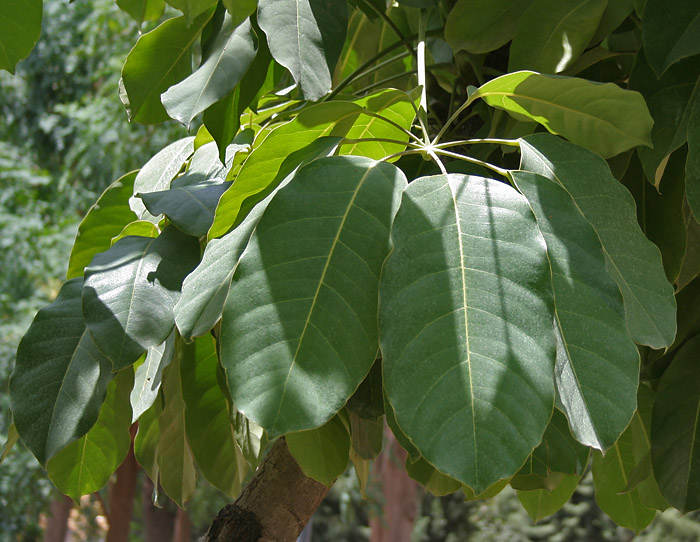
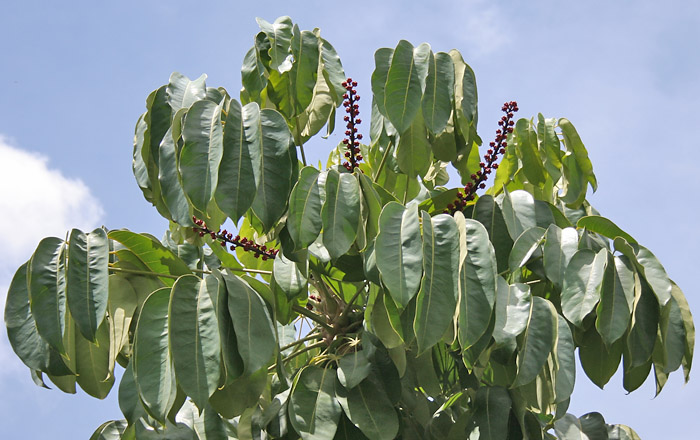
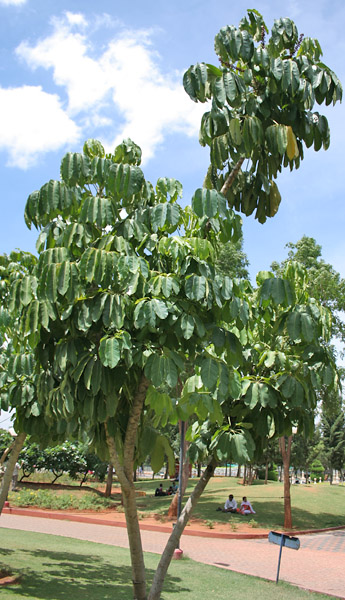